# 蒂博尼哥罗起义
爪哇战争 又稱蒂博尼哥罗战争或蒂博尼哥罗起义，是1825年至1830年期間爪哇岛中部爆發的衝突，衝突雙方為蒂博尼哥罗率領的爪哇族和荷蘭帝國。
1825年7月，荷蘭人修建公路，結果蒂博尼哥罗的领地被破壞，蒂博尼哥罗向荷兰人提出抗议，並聚集群眾打算用武力赶走荷兰人。爪哇族武裝很快围攻日惹，但未能攻佔。日惹最終於同年年解圍。爪哇族武裝此後继续进行了五年的游击战。
战争最終以荷兰人胜利而告终，蒂博尼哥罗受邀参加和平会议，結果他被荷蘭人逮捕。